# 馬納頓擬花鮨
馬納頓擬花鮨，又稱馬納頓擬花鱸，為輻鰭魚綱鱸形目鱸亞目鮨科的其中一種，分布於中西太平洋的印尼海域，為底棲性魚類，屬肉食性，生活習性不明。

## 擴展閱讀
維基物種上的相關：馬納頓擬花鮨